# Особине личности
Особине личности су начини понашања и размишљања који укључују индивидуалне разлике и на које утиче развој особе. Обухвата ставове, начине односа са другима, вештине, навике и начине размишљања. 
Постоје два модела особина личности. Први је биолошки факторијални модел, а други Ajсенков модел или ПЕН модел.